# Шаттдекор
Шаттдекор — международная группа компаний, мировой лидер в сфере декоративной печати. Полное наименование материнской компании — Schattdecor AG. Штаб-квартира компании расположена в Танзау (Германия).

## История
Компания основана Вальтером Шаттом в 1985  году в Баварии (Германия). Спустя 13 лет компания становится мировым лидером в сфере декоративной печати. Первое российское предприятие группы, ООО «шаттдекор», открывается в 2000 году в Шатуре. На 2011 год в группу входят 13 производственных предприятий, расположенные в Германии, Швейцарии, Польше (2), Италии, Китае (2), Бразилии, России (3), Турции и США. В России на сегодняшний день работают два завода: в Чехове (2008) и Тюмени (2011), выпускающие декоративную бумагу, меламиновые плёнки и плёнки с финиш-эффектом для нужд мебельной промышленности.

## Деятельность
Основная сфера деятельности компании — декоративная печать. Это вид так называемой глубокой печати, для которой на «Шаттдекор» применяются специальные водорастворимые красители и органические пигменты. Затем бумага с рисунком подвергается пропитке и поставляется на деревообрабатывающие предприятия. Получаемая в результате продукция используется производителями мебели и напольных покрытий.